# Роуленд, Шервуд
Фрэнк Шервуд Ро́уленд (англ. Frank Sherwood Rowland; 28 июня 1927, Делавэр — 10 марта 2012, Ньюпорт-Бич) — американский химик, лауреат Нобелевской премии за работы по роли газообразных галогеноалканов в истощении озонового слоя Земли, разделил её с Марио Молиной и Паулем Крутценом. Автор работ в области химии атмосферы и химической кинетики.
Доктор философии (1952), профессор Калифорнийского университета в Ирвайне. Член Национальной академии наук США (1978) и Американского философского общества (1995), иностранный член Лондонского королевского общества (2004).

## Ранние годы
Фрэнк Шервуд Роуленд родился в небольшом городке Делавэр (штат Огайо). Он был вторым по счёту из трёх сыновей Сиднея и Маргарет Роуленд. Его отец работал профессором математики и заведующим кафедры математики в Уэслианском университете Огайо. Фрэнк Роуленд был не по годам развитым ребёнком и поступил в старшую школу в возрасте 12 лет, а окончил её за несколько недель до своего шестнадцатилетия в 1943. В связи с тем, что обязательному военному призыву подвергались с 18 лет, он поступил сразу в Уэслианский университет Огайо. Через два года Роуленд вступил в военно-морской флот в качестве стажёра-оператора РЛС. Вторая мировая война закончилась, пока он проходил базовое обучение недалеко от Чикаго. Демобилизовавшись, Фрэнк вернулся в университет и спустя два года его окончил; специализировался в химии, физике и математике. Следуя по стопам своих родителей, Фрэнк перебрался в Чикагский университет, где его руководителем стал Уиллард Либби.

## Карьера
Защитив докторскую диссертацию по химическому состоянию радиоактивных атомов брома, полученных на циклотроне, Роуленд преподавал в Принстонском университете с 1952 по 1956. В течение этих четырёх лет каждое лето Роуленд проводил в Брукхейвенской национальной лаборатории, где развивал использование «химии горячих атомов» для синтеза тритий-меченных органических соединений. Эта тема в частности и радиохимия в целом стала ядром дальнейших исследований ученого на ближайшие 20 лет. В эти же годы он начал получать поддержку от комиссии по атомной энергии США, которая оказывалась ему в различных формах на протяжении 40 лет.
В 1956 году Шервуд устроился ассистентом профессора в Университет Канзаса, где заведовал лабораторией, занимающейся радиохимическими исследованиями. Основным направлением его исследований было понимание химических реакций энергетических атомов трития и изучение реакций радиоизотопов хлора и брома. В 1963 году Шервуда повысили – он получил должность профессора. Затем профессором Либби ему была предложена возможность стать первым заведующим кафедрой химии Калифорнийского университета в Ирвайне. Кафедра была открыта в 1965 году, в её состав вошли семь преподавателей, пять сотрудников, три аспиранта первого года и несколько студентов. В 1970 году Шервуд ушёл с должности заведующего, но оставался предан интересам кафедры. Впоследствии он был одним из тех, кто способствовал формированию кафедры наук о земле в 1990 году и помог привлечь своего друга и выдающегося коллегу Ральфа Цицерона на управляющую должность.
После прихода в Калифорнийский университет область исследований Роуленда расширилась, включив в себя реакции, инициированные фотолизом ультрафиолетовым светом. Он исследовал использование радиохимии для решения атмосферных проблем. Его первым исследованием, связанным с окружающей средой, было измерение уровня ртути в музейных образцах меч-рыбы и тунца, что дало информацию о фоновых уровнях ртути.
Член Американской академии искусств и наук (1977).

## Главное исследование
Самой известной работой Роуленда было открытие того, что хлорфторуглероды (ХФУ) способствуют разрушению озонового слоя. Он предположил, что синтетические органические вещества в газообразной форме под воздействием солнечной радиации разлагаются в стратосфере, высвобождая атомы хлора и монооксида хлора, которые по отдельности способны разрушать большое количество молекул озона. Исследование Роуленда, впервые опубликованное в журнале Nature в 1974 году, положило начало научному исследованию проблемы. В 1978 году в США был введён первый запрет на использование аэрозолей на основе ХФУ в аэрозольных баллончиках. Однако фактическое производство не остановилось и вскоре вернулось на прежний уровень. Оно продолжалось до 80-х годов, когда появилась глобальная политика регулирования.
Роуленд провел множество исследований атмосферы. Один эксперимент включал сбор проб воздуха в различных городах и местах по всему миру для определения северо-южного смешивания CCl3F. Измеряя концентрации на разных широтах, Роуленд смог увидеть, что CCl3F довольно быстро перемешивается между полушариями. То же измерение было повторено 8 лет спустя, и результаты показали устойчивое увеличение концентраций CCl3F. Работа Роуленда также показала, как плотность озонового слоя изменялась в зависимости от сезона, увеличиваясь в ноябре и снижаясь к апрелю, потом выравниваясь к лету и снова увеличиваясь в ноябре. Данные, полученные на протяжении последующих лет, показали, что общий уровень озона снижался. Роуленд и его коллеги взаимодействовали как с общественностью, так и с политиками и предлагали различные решения, которые позволили бы постепенно снизить влияние ХФУ. Выбросы ХФУ сначала были отрегулированы в Канаде, США, Швеции и Норвегии. В 1980-х Венское соглашение и Монреальский протокол позволили начать глобальное регулирование.
В 1995 г. Шерри Роуленд, Марио Молина и Пауль Крутцен стали лауреатами Нобелевской премии за их работы по роли газообразных галогеноалканов в истощении озонового слоя Земли.

## Общественная позиция
Вначале, во время первоначальной работы по разложению ХФУ, Роуленд решил, что в дополнение к его научным исследованиям его долг — стать общественным деятелем по этому вопросу.  Свои взгляды он резюмировал в известном заявлении на круглом столе в Белом доме по вопросам изменения климата в 1997 году: «Разве это не ответственность учёного, обнаружившего что-то, что может повлиять на окружающую среду, разве это не ваша ответственность что-то сделать по этому поводу? Сделать достаточно для того, чтобы были приняты меры?... Если не мы, то кто? Если не сейчас, то когда?» Приняв решение, Роуленд никогда не уклонялся от этой точки зрения и от выполнения того, что он считал своим долгом. Роуленд обладал редкой способностью резюмировать сложные вопросы в ясной и наглядной форме, и он нашел способы её использовать.
Он часто давал показания в законодательные органы Калифорнии и США, ходил в Бундестаг и писал статьи об истощении озонового слоя и изменении климата в широком спектре неспециализированных публикаций. В 1994 году он стал секретарем по иностранным делам Национальной академии наук и занимал эту должность до 2002 года. Он всегда ценил международное сотрудничество и много лет работал с коллегами из Германии, Японии и Китая, а также других стран. Этот личный опыт послужил основой его работы в Национальной академии наук и привел к тому, что в 2004 году он стал иностранным членом Королевского общества. В 1995 году вместе с профессором Пракешем Тандоном из Индии он помог создать международную сеть академий наук мира, чтобы предоставлять советы и рекомендации по вопросам глобального значения тем организациям и правительствам, которые это официально запрашивают. Сейчас эта сеть включает более 130 академий наук, медицины и инженерии.
В 1992 году Шервуд Роуленд подписал «Предупреждение человечеству».

## Личная жизнь
Занимаясь наукой, Роуленд успевал играть в бейсбол и баскетбол за команду университета, а также летом выступать в качестве играющего менеджера полупрофессиональной бейсбольной команды в Онтарио, Канада.
В июне 1952 года Фрэнк женился на Джоан Лундберг. У Фрэнка Роуленда и его жены Джоан Лундберг родилась дочь Ингрид Роуленд (1953), историк искусств, и сын Джефф Роуленд, а также две внучки.
Умер 10 марта 2012 года от осложнений, вызванных болезнью Паркинсона.

## Награды и признание
Роуленд получил немало наград за свои труды, а также был избран членом Национальной академии наук США (1978) и иностранным членом Лондонского королевского общества (2004). 
- Медаль Толмена[англ.] (1976)
- Премия Лео Силарда (1979)
- Премия Тайлера (1983)
- Премия Японии (1989)
- Премия Диксона (1990)
- Премия Петера Дебая[англ.] (1993)
- Медаль Роджера Ревелла (1994)
- Премия Альберта Эйнштейна (1994)
- Нобелевская премия по химии (1995)
- Медаль Невады (1997)

В 1998 физико-научное здание в Калифорнийском университете, Ирвайн, было названо в честь Роуленда, а в вестибюле установили его бюст. В 2007 году в его честь названа Гора Роуленда и астероид (9681) Sherwoodrowland.